# Lincoln (Idaho)
Lincoln è un centro abitato e un census-designated place (CDP) degli Stati Uniti d'America, situato nella contea di Bonneville, nello stato dell'Idaho.